# C. Michael Foale
Colin Michael Foale, född 6 januari 1957 i Louth, Lincolnshire, är en brittisk-amerikansk astronaut uttagen i astronautgrupp 12 den 5 juni 1987.

## Rymdfärder
- STS-45
- STS-56
- STS-63
- STS-84
- STS-103
- ISS-8